# Kekko Silvestre
Francesco Silvestre, conocido como Kekko (Milán, 17 de febrero de 1978), es un cantautor y productor discográfico italiano, líder del grupo musical Modà, del que es autor de las letras y compositor de la música.

## Biografía

### Primeros años
Nació en Milán el 17 de febrero de 1978, de padre de Sant'Antimo y madre de Crotone. Kekko creció en Cassina de' Pecchi y comenzó a estudiar piano a la edad de cinco años, terminando sus estudios de música clásica a los trece. Desde adolescente escribe canciones y las arregla con la colaboración de Enrico Palmosi; Esto le lleva a crear su propia banda, Modà, y a escribir canciones para otros artistas junto a Palmosi.

### Los Modà
En 2002 fundó Modà, con quien publicó un EP, cinco álbumes de estudio y varios recopilatorios. Participó con su grupo en el Festival de San Remo 2005 en la sección Jóvenes con la canción Riesci a innamorarmi, luego en San Remo 2011 en la sección Artistas, junto a la cantante Emma Marrone, quedaron en segundo lugar con la canción Arriverà . En San Remo 2013, en la categoría Campeones, la banda presentó las canciones Come l'acqua dentro il mare y Se si potrebbe non morire, ambas incluidas en el quinto álbum de Modà, Gioia, y con la segunda obtuvieron el tercer lugar en el ranking. En septiembre de 2022 recibió el Premio SIAE durante los Wind Music Awards en la Arena de Verona.

### Como solista
Además de su actividad con Modà, Kekko ha seguido su pasión por la composición de canciones escribiendo también letras para otros artistas. A lo largo de los años ha escrito para diversas cantantes, entre ellas Alessandra Amoroso, Annalisa, Virginio, Bianca Atzei, Loredana Errore y la propia Emma Marrone, para quien firmó, después de otras colaboraciones con ella, la canción que le hará ganar el Festival de San Remo 2012, Non è l'inferno.
En mayo de 2012 publicó su autobiografía donde habla de los 10 años de vida de su grupo y, en particular, de los vínculos con Negramaro y Emma Marrone.
A finales de 2013 hizo un dueto con Tazenda en su sencillo Il respiro del silenzio, mientras que en 2014 cantó con Jarabe de Palo en Oggi non sono io, canción incluida en su álbum Somos . En octubre del mismo año colaboró en la versión italiana del sencillo Lifeline de Anastacia, retitulado para la ocasión Luce per sempre. Silvestre tuvo la oportunidad de conocer al artista mundialmente famoso gracias al programa Amici di Maria De Filippi, donde ambos fueron invitados en el primer episodio.
Durante la cuarta noche del Festival de San Remo 2014 cantó a dúo con Francesco Renga la canción Un giorno credi, rindiendo homenaje a Edoardo Bennato.
En 2014 también comienza su carrera como productor discográfico, coproduciendo junto a Enrico Palmosi y Diego Calvetti Domani è un altro film (prima parte) de Dear Jack y el cuarto álbum de Annalisa, Splende, este último lanzado en 2015. También en 2015 participó indirectamente en el Festival de San Remo 2015 con tres canciones diferentes: escribió Il solo al mondo para Bianca Atzei (con quien ya había colaborado cantando en su sencillo La gelosia en 2012 y para quien había escrito la canción La paura che ho di perderti en 2013), Libera para Anna Tatangelo y Una finestra tra le stelle para Annalisa.
Dos años después, la cantautora escribió una canción presentada en el Festival de San Remo, Ora esisti solo tu para Bianca Atzei.
En 2018 se tomó un descanso de la música para perseguir su sueño de producir una película, escribiendo Cash . Después de varios intentos, Mondadori se interesó en el proyecto y el guion se convirtió en un libro, Cash - Storia di un campione, que se lanzará el 9 de octubre de 2018. Es una novela biográfica que narra la vida de su amigo Vito Cascella, asistente y colaborador de Modà, quien luego desapareció en un accidente de coche en 2023.

## Vida privada
Nacido en Milán, Kekko es de orígenes sureños: su padre es de Sant'Antimo, en la ciudad metropolitana de Nápoles, mientras que su madre es de Crotone; También es primo de Davide Silvestri. El apellido original de la familia es Silvestri, pero Kekko y su padre tienen el apellido Silvestre debido a un error anagráfico. Tuvo una hija (a la que está dedicado el álbum Gioia de 2013) con su esposa, con quien se casó en 2021, después de unos veinte años de estar juntos. Kekko es un gran aficionado del Napoli. Vive en Tenerife (España). Declaró que desde 2021 sufre una grave forma de depresión, de la que habló en 2023 y que es el tema de la canción Lasciami de Modà presentada en el Festival de San Remo.

## Discografía

### Con los Modà
Álbumes de estudio
- 2004 – Ti amo veramente
- 2006 – Quello che non ti ho detto
- 2008 – Sala d'attesa
- 2011 – Viva i romantici
- 2013 – Gioia
- 2015 – Passione maledetta
- 2019 – Testa o croce
- 2022 – Buona fortuna (parte terza)
- 2025 – 8 canzoni

### Colaboraciones
| Año  | Canción                                                 | Álbum de origen |
| ---- | ------------------------------------------------------- | --------------- |
| 2012 | Celos (Bianca Atzei feat. Kekko Silvestre)              | /               |
| 2013 | Il respiro del silenzio (Tazenda feat. Kekko Silvestre) | /               |
| 2014 | Oggi non sono io (Jarabe de Palo feat. Kekko Silvestre) | Somos           |
| 2014 | Luce per sempre (Anastacia feat. Kekko Silvestre)       |                 |
| 2022 | Ora esisti solo tu (Bianca Atzei feat Kekko Silvestre)  | Veronica        |

## Libros
- Come un pittore, Sperling &amp; Kupfer, 2012. ISBN 88-20-05284-9
- Cash. Storia di un campione, Mondadori, 2018, ISBN 9788804705871

## Filmografía
- Amici come noi, dirigida por Enrico Lando (2014)
- Ninna Nanna, dirigida por Enzo Russo y Dario Germani (2017)

## Álbumes de productos
- 2014 – Domani è un altro film (prima parte) dei Dear Jack
- 2015 – Domani è un altro film (seconda parte) dei Dear Jack
- 2015 – Splende di Annalisa

## Autor para otros artistas
2010
- Urlo e non mi senti de Alessandra Amoroso (letra de Francesco Silvestre; música de Francesco Silvestre y Enrico Zapparoli) (incluida en el álbum Il mondo in un secondo)

2011
- A maggio cambio por Virginio (Francesco Silvestre) (incluido en el EP Finalmente)
- Per sempre para Emma (Francesco Silvestre) (incluido en el álbum A me piace così (Edición Sanremo))
- Io son per te l'amore de Emma (letra de Francesco Silvestre; música de Francesco Silvestre y Orazio Grillo) (incluido en el álbum A me piace così (Sanremo Edition))

2012
- Non è l'inferno para Emma (letra de Francesco Silvestre; música de Enrico Palmosi y Luca Sala) (incluido en el álbum Sarò libera (Sanremo Edition))
- Splendida stupida para Micaela (Francesco Silvestre)
- Ti sposerò por Loredana Errore (letra de Francesco Silvestre; música de Giulio Iozzi) (incluido en el álbum Pioggia di comete)

2013
- Baciami e basta para Elhaida Dani (Francesco Silvestre) (incluido en el EP Elhaida Dan )
- La paura che ho di perderti por Bianca Atzei (Francesco Silvestre)

2014
- Sento solo il presente por Annalisa (Francesco Silvestre)
- Almeno un po' para Francesco Renga (Francesco Silvestre) (incluido en el álbum Tempo reale)
- Senza dire che para Anna Tatangelo (Francesco Silvestre)
- Muchacha para Anna Tatangelo (Francesco Silvestre)

2015
- Una finestra tra le stelle para Annalisa (Francesco Silvestre) (incluido en el álbum Splende)
- Libera para Anna Tatangelo (texto de Francesco Silvestre; música de Enrico Palmosi)
- Il solo al mondo de Bianca Atzei (Francesco Silvestre) (incluido en el álbum Bianco e nero)
- Da me non te ne vai por Bianca Atzei (Francesco Silvestre) (incluido en el álbum Bianco e nero)
- Eterna para Dear Jack (Francesco Silvestre) (incluido en el álbum Domani è un altro film (seconda parte))

2017
- Ora esisti solo tu para Bianca Atzei (Francesco Silvestre)

2019
- E poi ti penti por Alberto Urso (Francesco Silvestre)
- Non sono più lo stesso para Alberto Urso (Francesco Silvestre)

2024
- Non ti lascio andare de Bianca Atzei (Francesco Silvestre) (incluida en el álbum 1987)